# Barthélémy de Theux de Meylandt
Gróf Barthélemy Théodore de Theux de Meylandt (Sint-Truiden, 1794. február 26. – Heusden, 1874. augusztus 21.) belga politikus és államférfi, Belgium miniszterelnöke 1834 és 1840, majd másodszor 1846–1847 között.

## Élete
1794. február 26-án a sint-truiden-i Schabroek kastélyban született. Jogi diplomájának megszerzése után ügyvédként kezdte pályafutását. 1831-től kezdve haláláig Hasselt képviselője volt a belga parlamentben, a Belga Katolikus Párt tagjaként.

## Tisztségei
A belga kormányban betöltött tisztségei: belügyminiszter 1831/32-ben, 1834–1840 között és 1846/47-ben, külügyminiszter 1836–1840 között. 1834. augusztus 4-én alakította meg első kormányát, amely 1840. április 18-áig volt hatalmon. Második alkalommal 1846. március 31-én alakított kormányt, amely 1847. augusztus 21-éig működött, de ekkor a liberális párt győzelmet aratott a választásokon és le kellett mondania. Harmadik alkalommal Jules Malou-val közösen alakítottak kormányt 1871–1874 között.

## Az első de Theux de Meylandt-kormány tagjai
| Miniszteri tiszt        | Név                             | Párt          |
| ----------------------- | ------------------------------- | ------------- |
| Külügyminiszter         | Félix de Muelenaere             | Katolikus     |
| Belügyminiszter         | Barthélémy de Theux de Meylandt | Katolikus     |
| Igazságügyminiszter     | Antoine Ernst                   | Liberális     |
| Pénzügyminiszter        | Edouard d’Huart                 | Liberális     |
| Közmunkaügyi miniszter  | Jean-Baptiste Nothomb           | Katolikus     |
| Hadügyminiszter         | L. Evain                        | párton kívüli |
| Tárca nélküli miniszter | Félix de Merode                 | Katolikus     |

## A második de Theux de Meylandt-kormány tagjai
| Miniszteri tiszt        | Név                             | Párt      |
| ----------------------- | ------------------------------- | --------- |
| Külügyminiszter         | Adolphe Dechamps                | Katolikus |
| Belügyminiszter         | Barthélémy de Theux de Meylandt | Katolikus |
| Igazságügyminiszter     | Jules Joseph d'Anethan          | Katolikus |
| Pénzügyminiszter        | Jules Malou                     | Katolikus |
| Közmunkaügyi miniszter  | G. de Bavay                     | Katolikus |
| Hadügyminiszter         | Albert Prisse                   | Katolikus |
| Tárca nélküli miniszter | Félix de Muelenaere             | Katolikus |
| Tárca nélküli miniszter | Edouard d’Huart                 | Katolikus |

1874. augusztus 21-én a Heusden mellett található Meylandt kastélyban halt meg.

## Fordítás
- Ez a szócikk részben vagy egészben  a   Barthélémy de Theux de Meylandt című holland Wikipédia-szócikk fordításán alapul.  Az eredeti cikk szerkesztőit annak laptörténete sorolja fel. Ez a jelzés csupán a megfogalmazás eredetét és a szerzői jogokat jelzi, nem szolgál a cikkben szereplő információk forrásmegjelöléseként.